# Hotel Arłamów
Hotel Arłamów – kompleks hotelowy o nazwie „Hotel Arłamów” powstały w wyniku modernizacji dawnego Ośrodka Wypoczynkowego Urzędu Rady Ministrów i rozbudowy w latach 2010–2014, znajdujący się w miejscowości Jamna Górna w gminie Ustrzyki Dolne w powiecie bieszczadzkim w województwie podkarpackim. Jako jedyny hotel w Polsce posiada własne lotnisko i heliport.

## Historia
W latach 60. XX wieku na terenie miejscowości Jamna Górna, na górze Arłamów (590 m n.p.m.) wzniesiono tajny kompleks obiektów Ośrodka Wypoczynkowego Urzędu Rady Ministrów nazywany popularnie Arłamowem. Jamna Górna weszła w skład Ośrodka, który obejmował także wsie: Arłamów, Borysławka, Grąziowa, Jamna Dolna, Krajna, Kwaszenina, Łomna i Trójca, łącznie około 23 000 ha. Ośrodek służył jako miejsce polowań dla ówczesnej elity partyjno-rządowej oraz ich gości nie tylko z „bratnich krajów”. Dla nich też zostało zbudowane specjalne lotnisko Krajna w pobliżu Birczy, na którym to terenie od 2012 funkcjonuje lądowisko Arłamów.
Po wprowadzeniu stanu wojennego w 1981, w Ośrodku internowany był w okresie 11 maja – 14 listopada 1982 przewodniczący „Solidarności”, Lech Wałęsa. W 1989 ośrodek rządowy uległ likwidacji. Posterunki przy wjazdach przetrwały do połowy 1991.

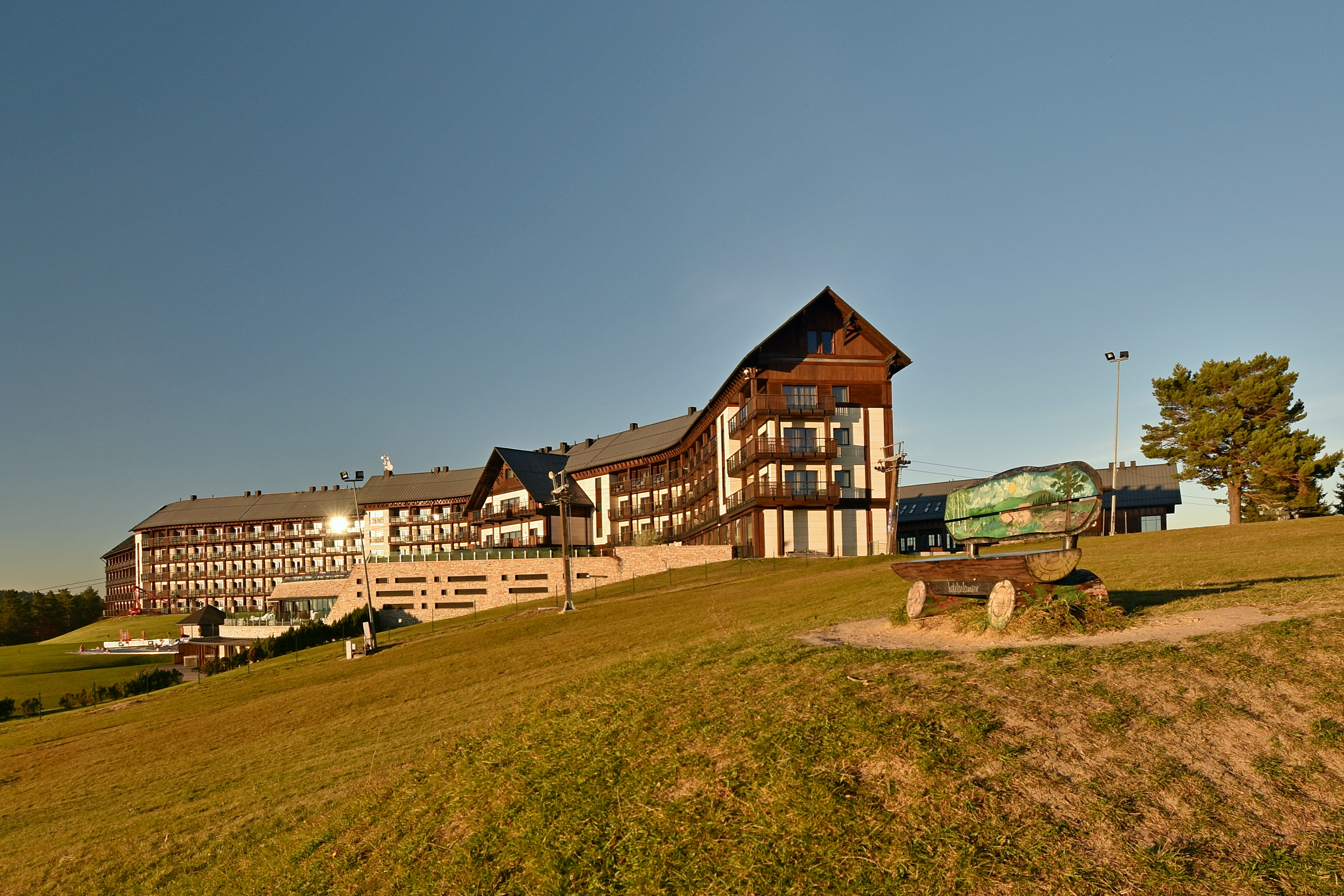
Hotel Arłamów, elewacja południowa
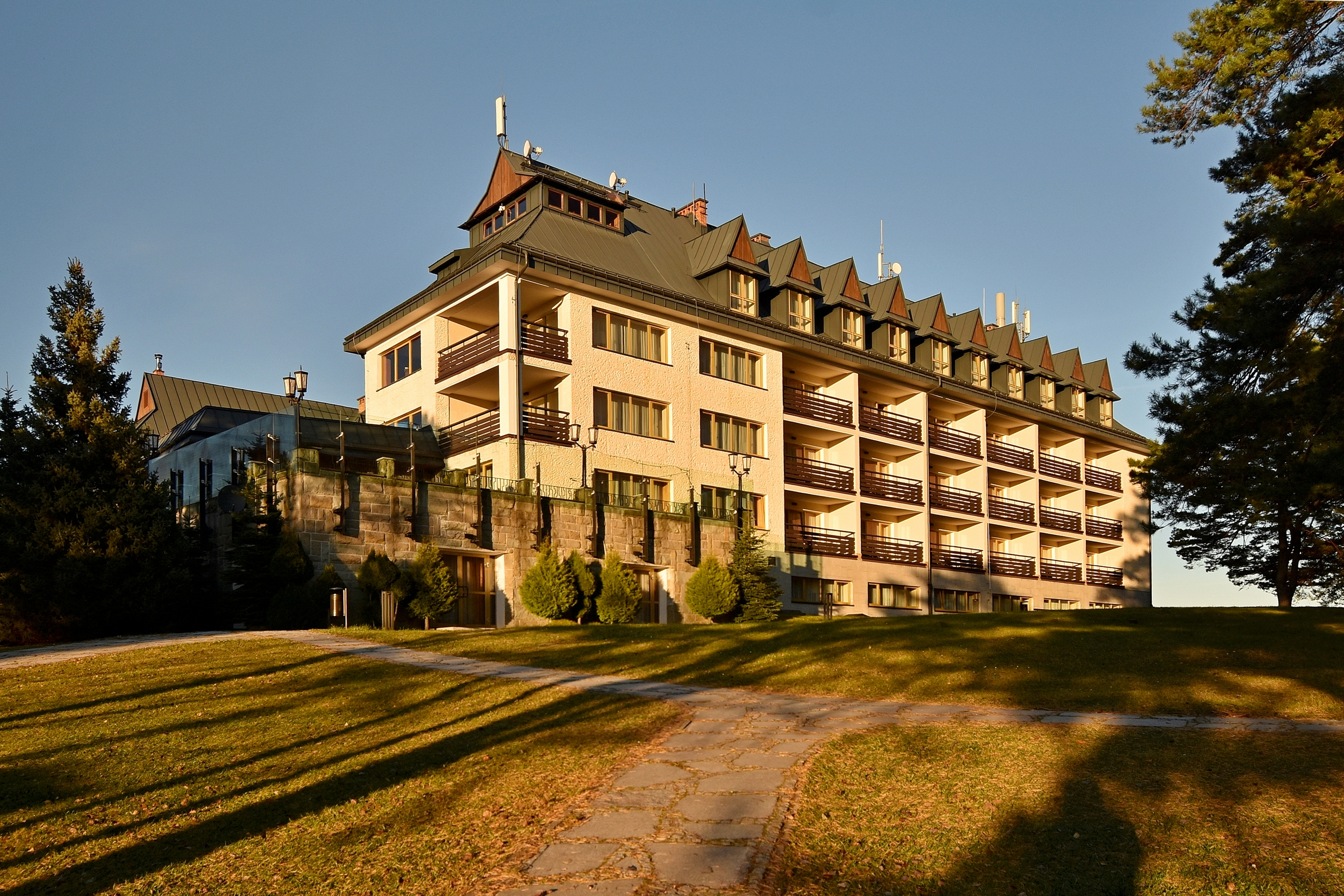
Rezydencja
Zaplecze

Dawny kompleks hotelowy w 1991 został przejęty przez gminę Ustrzyki Dolne. W ciągu paru następnych lat władzom gminy nie udało się znaleźć solidnego gospodarza. W 1996 hotel wraz z budynkami gospodarczymi i przyległym terenem został sprzedany Fabryce Urządzeń Mechanicznych „KAMAX SA” z Kańczugi. Obiekty odremontowano, zwiększono liczbę miejsc i standard ośrodka, uruchomiono wyciąg narciarski. W 2006 ośrodek od Kamaxu odkupił, były właściciel tej firmy, Antoni Kubicki, inżynier – wynalazca z Przeworska. Założył spółkę „Hotel Arłamów SA” i w 2010 rozpoczął budowę nowego hotelu i rozbudowę i modernizację istniejącego kompleksu budynków. Kamień węgielny pod budowę wmurował w październiku 2010 Lech Wałęsa. Całość jako Wschodnioeuropejskie Centrum Sportowo-Kongresowe została oddana do użytkowania na początku 2014. Projekt otrzymał dofinansowanie unijne (głównie na walory ekologiczne).

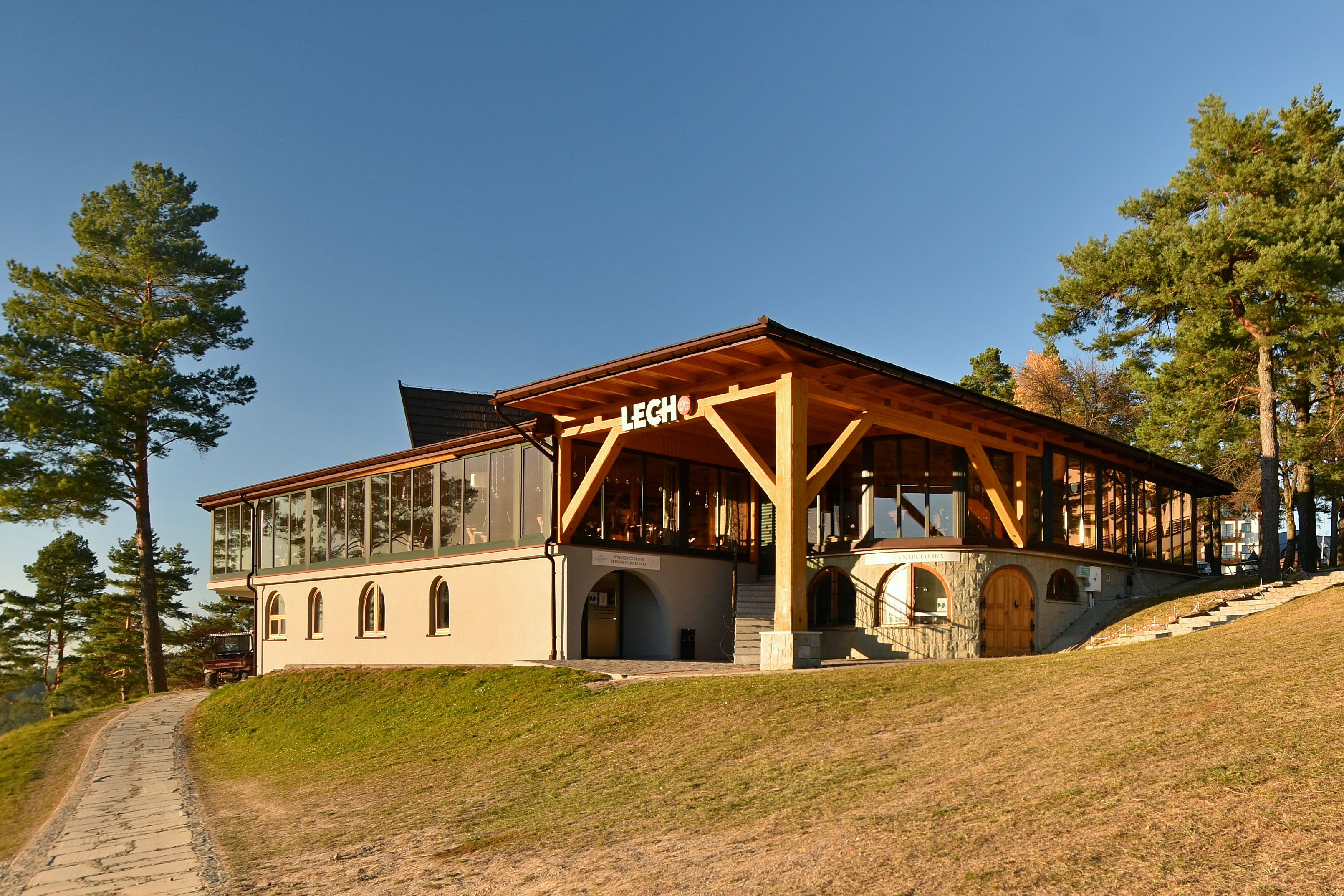
Hotel Arłamów, zaplecze
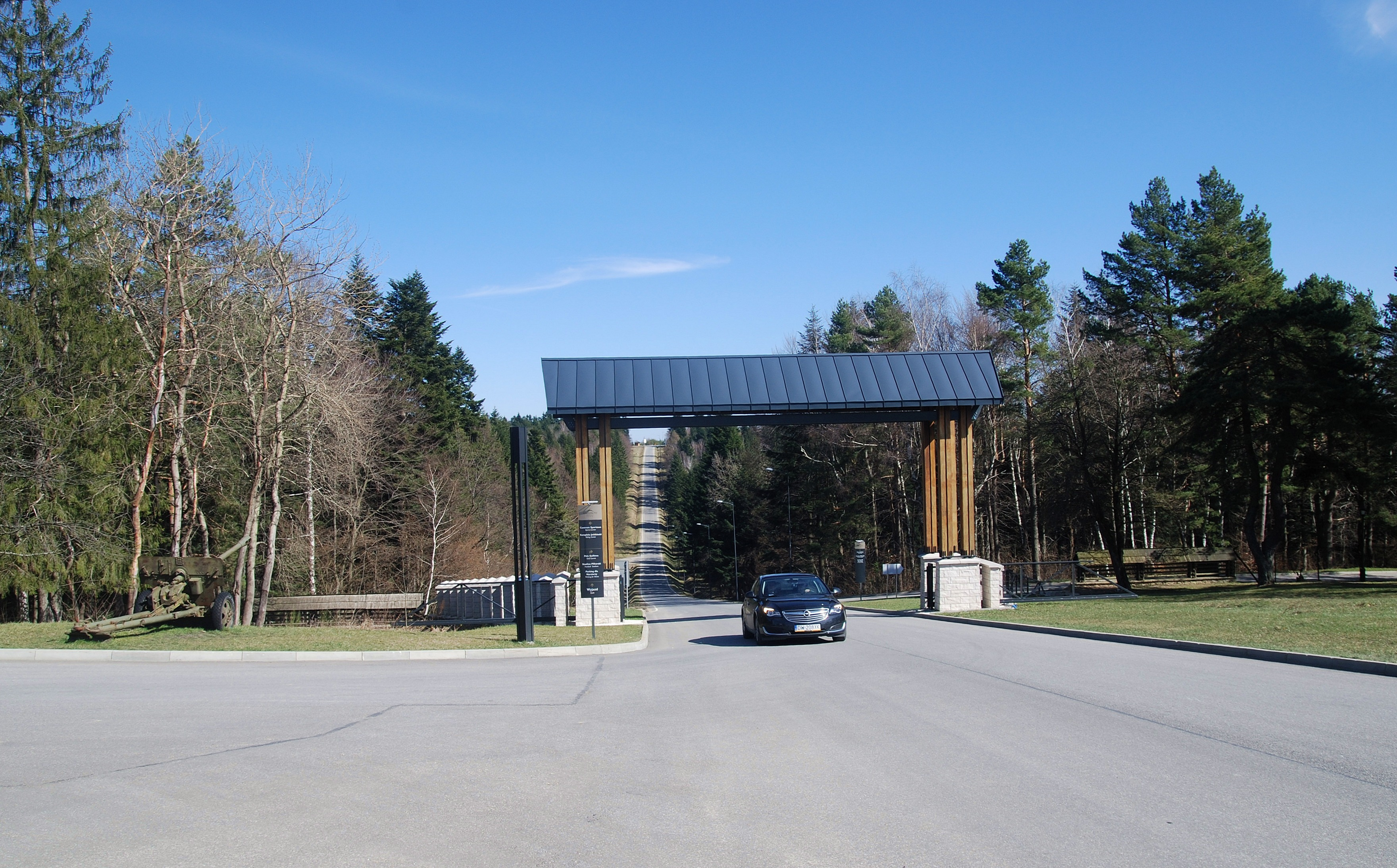
Brama wjazdowa
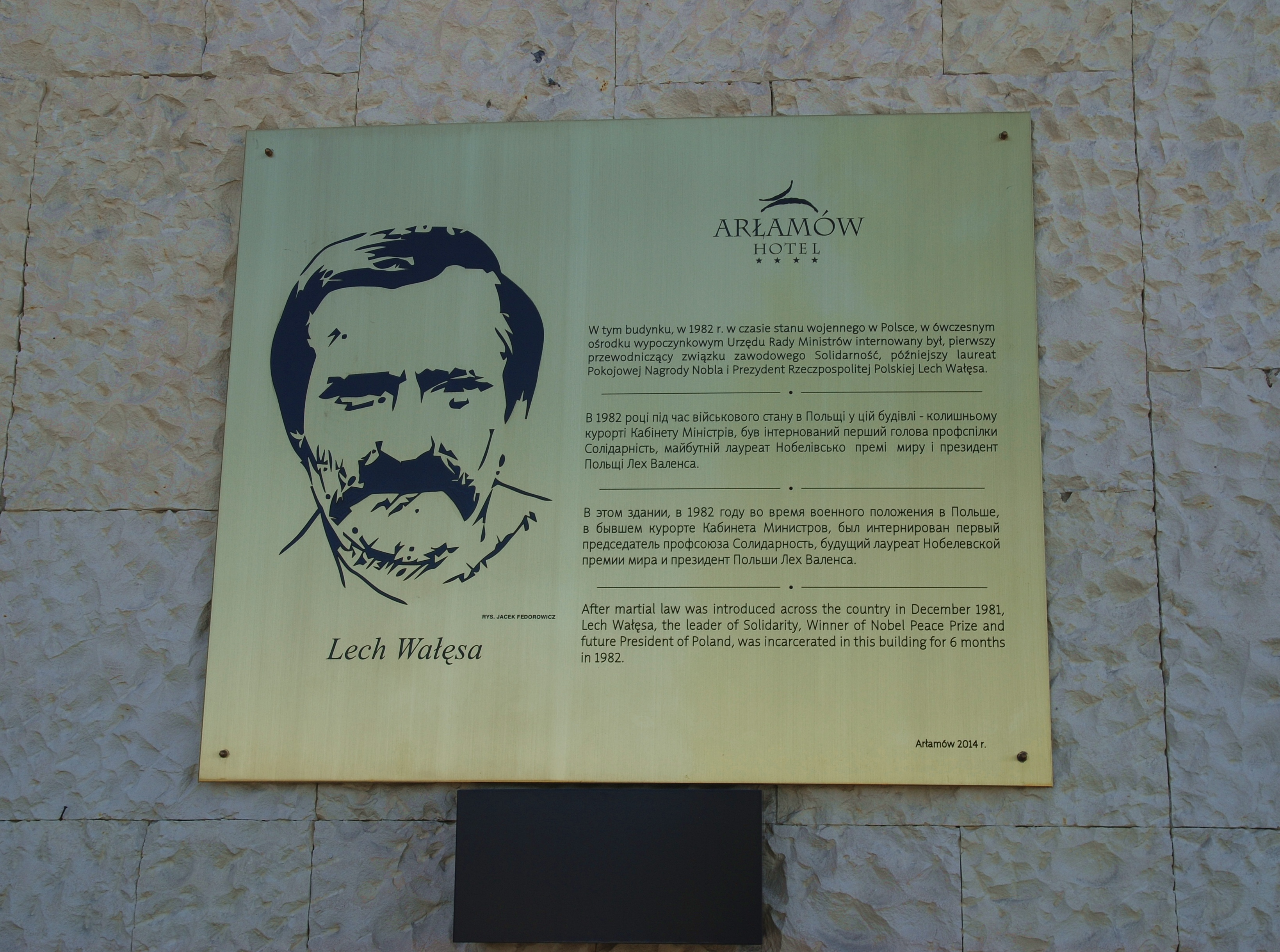
Rezydencja, tablica

## Obecnie

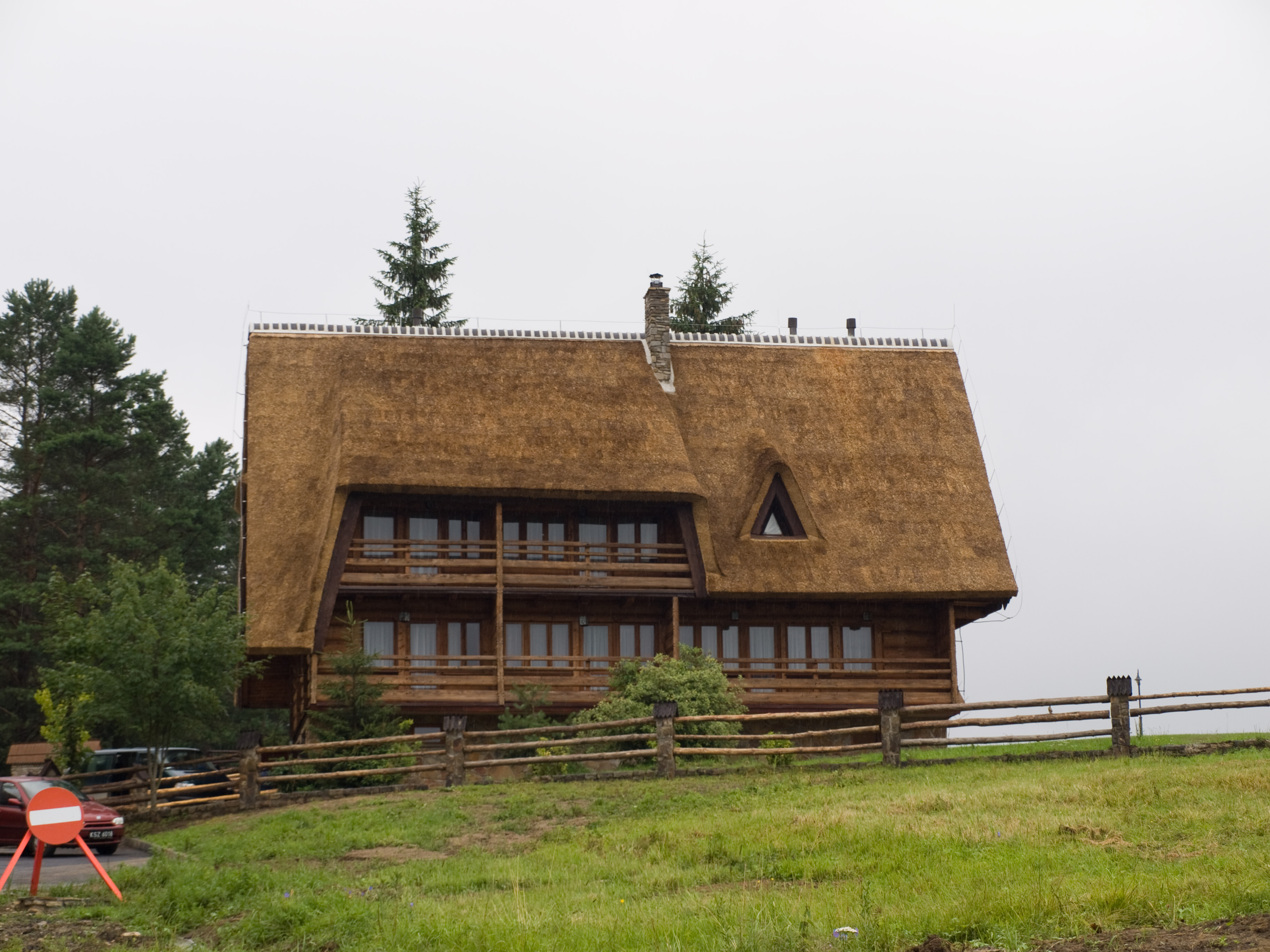
Willa w Trójcy

„Hotel Arłamów” to 230-hektarowy: kompleks hotelowy na 700 miejsc noclegowych w skład którego wchodzą:
- Hotel główny, nowo wybudowany, otwarty w 2014, ze sceną pod dachem i z 254 pokojami
- Rezydencja, zmodernizowany dawny ośrodek Rady Ministrów, z 41 pokojami
- Cztery wille Arłamów Trójca, znajdujące się w osadzie Trójca, oddalonej od Arłamowa o 12 km

wraz z bogatym zapleczem sportowo-rekreacyjnym (między innymi kompleks SPA i niezwykle rozbudowane centrum sportowe).
W dniach 24-30 maja 2016 w kompleksie hotelowym Arłamów przebywała reprezentacja Polski w piłce nożnej na obozie treningowym przed Euro 2016 we Francji. Na jej potrzeby wybudowano wtedy pełnowymiarowe boisko do piłki nożnej i jest to najwyżej położony taki obiekt w Polsce. 
Także w kompleksie Arłamów przygotowywała się w dniach 28 maja–7 czerwca 2018 piłkarska kadra Polski do MŚ Rosja 2018. 